# Alexandra Keresztesi
Alexandra Keresztesi (nascida em 26 de abril de 1983) é uma atleta de canoagem da Argentina, nascida na Hungria. Tem competido desde meados da primeira década do século XXI. Conquistou duas medalhas de ouro na prova do caiaque quádruplo (K4) 1 000 metros feminino no Campeonato Mundial de Canoagem em Águas Tranquilas, ganhando-as em 2006 e 2007.
Representou a Argentina no caiaque quádruplo (K4) 500 metros feminino nos Jogos Olímpicos de Verão de 2016 no Rio de Janeiro, Brasil.
Atualmente, ela é casada com o remador olímpico argentino Miguel Correa, que assumiu a quinta posição na prova do caiaque duplo (K2) 200 metros masculino nos Jogos Olímpicos de Verão de 2012 em Londres.